# Самый прогрессирующий игрок женской НБА
Самый прогрессирующий игрок женской НБА (англ. WNBA Most Improved Player Award) — это ежегодная награда, вручаемая игроку женской национальной баскетбольной ассоциации (ЖНБА), который достиг максимального прогресса в течение регулярного сезона, была учреждена по ходу сезона 2000 года. Победитель определяется коллегией спортивных обозревателей на всей территории США, каждый из которых голосует за трёх лучших игроков из перечня. За первое место начисляется 5 очков, за второе — 3, а за третье — 1. Игрок, который набирает наибольшее количество баллов по итогам голосования, признаётся самым прогрессирующим игроком сезона. Действующим обладателем данной премии является Диджоней Каррингтон из «Коннектикут Сан».
В сезоне 2004 года победителями стали двое: Келли Миллер из «Шарлотт Стинг» и Венди Палмер из «Коннектикут Сан». Кроме этого в истории данной номинации произошёл уникальный случай, самыми прогрессирующими игроками женской НБА становились идентичные близнецы: Коко Миллер из «Вашингтон Мистикс» в 2002 году и Келли Миллер в 2004 году.
Лишь одна баскетболистка, Лейлани Митчелл, выигрывала эту награду два раза. Всего три иностранных баскетболистки признавались самыми прогрессирующими игроками ЖНБА: Жанет Аркейн из Бразилии, Лейлани Митчелл из Австралии и Джонквел Джонс с Багамских Островов. Митчелл родилась в американском городе Ричленд и по итогам сезона 2010 года была признана самым прогрессирующим игроком как американка. В 2013 году она получила австралийское гражданство, чтобы иметь возможность выступать на международных соревнованиях за национальную сборную этой страны, выиграв бронзовые медали чемпионата мира 2014 года в Турции, поэтому по итогам сезона 2019 года завоевала эту номинацию уже как австралийка.

## Легенда к списку
| ^                      | Игроки, выступающие в женской НБА по сей день      |
| *                      | Игроки, избранные в Зал славы баскетбола           |
| Игрок (жирным шрифтом) | Игроки, выигравшие в этом сезоне чемпионский титул |
| Игрок или команда (X)  | Количество побед в номинации игроком или командой  |

## Победители

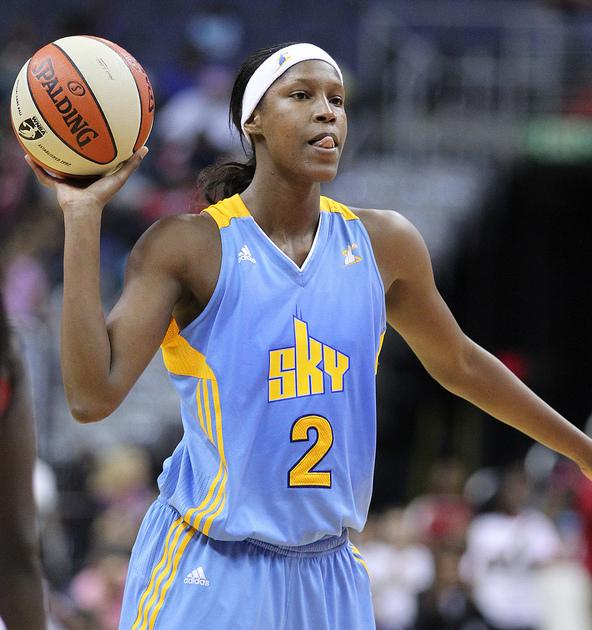
Мишель Сноу была признана самым прогрессирующим игроком ВНБА в сезоне 2003 года

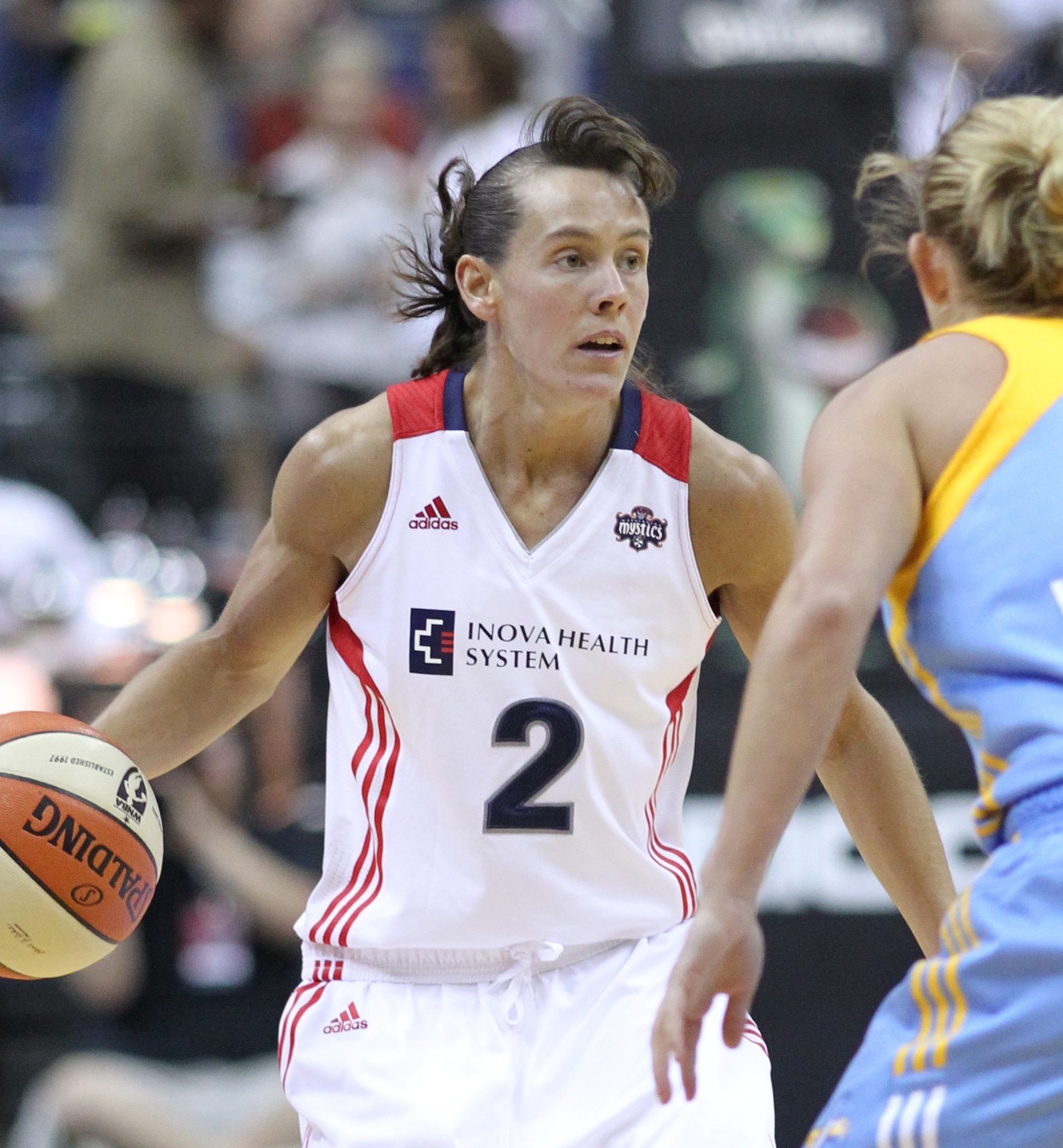
Келли Миллер выиграла награду в 2004 году

| Сезон | Игрок                | Национальность    | Позиция             | Команда                | Ссылки |
| ----- | -------------------- | ----------------- | ------------------- | ---------------------- | ------ |
| 2000  | Тари Филлипс         | США               | Форвард / Центровая | Нью-Йорк Либерти       | [ 1 ]  |
| 2001  | Жанет Аркейн         | Бразилия          | Защитник            | Хьюстон Кометс         | [ 2 ]  |
| 2002  | Коко Миллер          | США               | Защитник            | Вашингтон Мистикс      | [ 3 ]  |
| 2003  | Мишель Сноу          | США               | Форвард / Центровая | Хьюстон Кометс (2)     | [ 4 ]  |
| 2004  | Келли Миллер         | США               | Защитник            | Индиана Фивер          | [ 5 ]  |
| 2004  | Венди Палмер         | США               | Форвард             | Коннектикут Сан        | [ 5 ]  |
| 2005  | Николь Пауэлл        | США               | Форвард             | Сакраменто Монархс     | [ 6 ]  |
| 2006  | Эрин Бюшер           | США               | Форвард             | Сакраменто Монархс (2) | [ 7 ]  |
| 2007  | Джанель Маккарвилл   | США               | Центровая           | Нью-Йорк Либерти (2)   | [ 8 ]  |
| 2008  | Эбони Хоффман        | США               | Форвард             | Индиана Фивер (2)      | [ 9 ]  |
| 2009  | Кристал Лэнгхорн     | США               | Форвард             | Вашингтон Мистикс (2)  | [ 10 ] |
| 2010  | Лейлани Митчелл      | США               | Защитник            | Нью-Йорк Либерти (3)   | [ 11 ] |
| 2011  | Киа Вон              | США               | Центровая           | Нью-Йорк Либерти (4)   | [ 12 ] |
| 2012  | Кристи Толивер       | США               | Защитник            | Лос-Анджелес Спаркс    | [ 13 ] |
| 2013  | Шавонте Зеллус       | США               | Защитник            | Индиана Фивер (3)      | [ 14 ] |
| 2014  | Скайлар Диггинс^     | США               | Защитник            | Талса Шок              | [ 15 ] |
| 2015  | Келси Боун           | США               | Форвард / Центровая | Коннектикут Сан (2)    | [ 16 ] |
| 2016  | Элизабет Уильямс^    | США               | Форвард / Центровая | Атланта Дрим           | [ 17 ] |
| 2017  | Джонквел Джонс^      | Багамские Острова | Форвард / Центровая | Коннектикут Сан (3)    | [ 18 ] |
| 2018  | Наташа Ховард^       | США               | Форвард             | Сиэтл Шторм            | [ 19 ] |
| 2019  | Лейлани Митчелл (2)  | Австралия         | Защитник            | Финикс Меркури         | [ 20 ] |
| 2020  | Бетнайджа Лейни^     | США               | Защитник / Форвард  | Атланта Дрим (2)       | [ 21 ] |
| 2021  | Брайонна Джонс^      | США               | Форвард / Центровая | Коннектикут Сан (4)    | [ 22 ] |
| 2022  | Джеки Янг^           | США               | Защитник            | Лас-Вегас Эйсес        | [ 23 ] |
| 2023  | Сату Сабалли^        | Германия          | Форвард             | Даллас Уингз           | [ 24 ] |
| 2024  | Диджоней Каррингтон^ | США               | Защитник            | Коннектикут Сан (5)    | [ 25 ] |